# John Feldmann
John Feldmann é o vocalista da banda de punk rock/ska Goldfinger e também da banda Electric Love Hogs. Feldmann também é produtor e trabalhou com diversos artistas e bandas, tais como Good Charlotte, Mest, The Used,Blink-182, Ashlee Simpson, Escape the Fate e 5 Seconds Of Summer. Ele também é adepto do veganismo desde 2000.
Seu último trabalho foi na produção do álbum California da banda Blink-182. Também ajudou a produzir a faixa Trade Mistakes, parte do álbum Vices & Virtues da banda norte americana, Panic! At The Disco.